# CodeGear
CodeGear è una società nata come divisione di Borland, che sviluppa tool di sviluppo come Delphi IDE e linguaggi di programmazione ed il database server InterBase. Il primo CEO della CodeGear è Ben Smith. CodeGear in Italia è rappresentata da bit Time Software.

## Storia
8 febbraio 2006 Borland annuncia la volontà di vendere la sua divisione IDE e database. Durante le trattative, la divisione venne riorganizzata in un'"azienda dentro una azienda" chiamata Developer Tools Group (o DevCo). Dato che nessun compratore soddisfava tutti i requisiti presupposti da Borland per la vendita della divisione, la società decise di creare una sussidiaria, denominata CodeGear, focalizzata su tool di sviluppo e sviluppatori.
Nel maggio 2008 infine Borland ha venduto la divisione a Embarcadero Technologies per ventitré milioni di dollari.

### Embarcadero Technologies, Inc. era
Il 25 agosto 2008, Embarcadero Technologies ha annunciato il rilascio di Delphi 2009 e C++Builder 2009.
Il 28 settembre 2008, Embarcadero Technologies ha annunciato il rilascio di InterBase SMP 2009.
Il 1º dicembre 2008, Embarcadero Technologies ha annunciato la disponibilità generale di CodeGear RAD Studio 2009.

## Prodotti
- C++ Builder
- C#Builder
- Delphi for Win32
- Delphi for .NET
- Delphi for PHP
- 3rdRail
- JBuilder
- InterBase
- BlackFishSQL
- Turbo C++
- Turbo C#
- Turbo Delphi